# Martainville, Eure
Martainville är en kommun i departementet Eure i regionen Normandie i norra Frankrike. Kommunen ligger i kantonen Beuzeville som tillhör arrondissementet Bernay. År 2022 hade Martainville 497 invånare.

## Befolkningsutveckling
Antalet invånare i kommunen Martainville
Referens:INSEE